# Salwator Mollar Ventura
Salwator Mollar Ventura OFM, (hiszp.) Salvador Mollar Ventura (ur. 27 marca 1896 w Manises, zm. 27 października 1936 w Picadero de Paterna) – hiszpański błogosławiony Kościoła katolickiego, męczennik, brat zakonny z zakonu franciszkanów, ofiara prześladowań antykatolickich okresu hiszpańskiej wojny domowej.

## Życiorys
Pochodził z wielodzietnej, ubogiej rodziny Bautisty Mollara i Maríi Venturaco. Sytuacja ekonomiczna rodziny wcześnie zmusiła go do podjęcia pracy zarobkowej. 20 stycznia 1921 r. wstąpił do zakonu franciszkanów w klasztorze w Gilet przyjmując imię zakonne Salwator i 22 stycznia 1922 r. złożył tam profesję zakonną. W Gilet i Benisie pełnił obowiązki zakrystiana. Jego posługę cechowało zaangażowanie, pokora, delikatność i miłość do Matki Bożej. Gdy po wybuchu wojny domowej w Hiszpanii rozpoczęły się prześladowania katolików, schronił się w domu siostry i tam 13 października został aresztowany przez milicję. Został poddany torturom, a nocą z 26 na 27 października rozstrzelany w Picadero de Paterna.
Salwator Mollar Ventura mimo iż nie był zaangażowany w działalność polityczną, został zabity z nienawiści do wiary, bez sądu, za sam fakt bycia zakonnikiem.
Translacji relikwii ze zbiorowej mogiły z cmentarza w Walencji do kościoła parafialnego „San Juan Bautista” w Manises dokonano 3 marca 1968 r.
Proces informacyjny odbył się w Walencji w latach 1966–1969. Beatyfikowany przez papieża Jana Pawła II w Watykanie 11 marca 2001 roku w grupie Józefa Aparicio Sanza i 232 towarzyszy, pierwszych wyniesionych na ołtarze Kościoła katolickiego w trzecim tysiącleciu.
Wspomnienie liturgiczne obchodzone jest przez katolików w dies natalis (27 października), a także w grupie męczenników 22 września.